# Kamieńczyk (gmina)
Kamieńczyk (do 1870 i 1915–1919 miasto Kamieńczyk) – gmina wiejska istniejąca w latach 1870–1915 i 1919–1954 w Siedleckiem i Warszawskiem. Siedzibą władz gminy był Kamieńczyk.
Na przestrzeni dziejów, specyficzne położenie gminy Kamieńczyk w widłach Bugu i Liwca, a zarazem pośrodku sfer oddziaływania większych środków osadniczych, sprawiło, że wyjątkowo często zmieniała ona swój skład oraz przynależność administracyjną do różnych guberni, województw i powiatów. Historyczny obszar gminy obejmuje obecnie cztery gminy (Wyszków, Łochów, Sadowne i Jadów, dawniej także Zabrodzie, Urle i Łojki), należących obecnie do trzech powiatów (wyszkowskiego, węgrowskiego i wołomińskiego, dawniej przejściowo także do pułtuskiego, radzymińskiego i mińskiego).

## Historia
Gmina Kamieńczyk powstała 1 stycznia?/13 stycznia 1870 w Królestwie Polskim w związku z utratą praw miejskich przez miasto Kamieńczyk i przekształceniu jego w wiejską gminę Kamieńczyk w granicach dotychczasowego miasta; do gminy dołączono równocześnie kilka wsi z gminy Łojki. Gmina należała początkowo do w powiatu węgrowskiego w guberni siedleckiej. Późniejszy wykaz miejscowości gminy Kamieńczyk (rok 1882) wykazuje, że do gminy Kamieńczyk włączono cały obszar zniesionej gminy Łojki, ponieważ oprócz osady Kamieńczyk obejmuje ona następujące miejscowości: Brzózka (Brzuza), Burakowskie, Czaplowizna, Gajówka (Czaplowizna-Gajówka), Gwizdały, Jerzyska, Koszelanka, Łojki, Łosiewice, Nadpole (Nadkole), Ruffa (Rafa), Szynkarzyzna, Szumin i Wywłoka (Wywłóka).
Po przyłączeniu do gminy Kamieńczyk obszarów zniesionej gminy Łojki, praktycznie cały jej obszar znalazł się po wschodniej stronie Liwca (dobrze skomunikowanym z Węgrowem), jednak sam Kamieńczyk, jako ośrodek gminny, pozostał po jego zachodniej stronie, lepiej skomunikowanej z Radzyminem. Sprawiło to, że w 1889 roku zdecydowano się przenieść gminę Kamieńczyk do powiatu radzymińskiego w guberni warszawskiej.
W 1915 roku niemieckie władze okupacyjne wprowadziły administrację cywilną i przekształciły gminę Kamieńczyk w miasto, liczące w 1916 roku zaledwie 1500 mieszkańców, które w związku ze zniesieniem powiatu radzymińskiego w 1916 roku znalazło się w powiecie (nowo)mińskim. Równocześnie pozostałe miejscowości gminy (wszystkie położone na prawym brzegu Liwca a należące uprzednio do gminy Łojki) włączono do powiatu węgrowskiego, głównie do gminy Łochów, oprócz najdalej na wschód wysuniętych miejscowości (Szynkarzyzna, Czaplowizna i Gajówka), które włączono do gminy Sadowne. Po zmianach tych wiejska gmina Kamieńczyk została formalnie zniesiona. Na uwagę zasługuje fakt, że powiększona gmina Łochów, mimo że w 1916 roku liczyła aż 8797 mieszkańców, była jedną z nielicznych gmin, w której nie funkcjonowała ani jedna szkoła, natomiast w odciętym od jej północnej części Kamieńczyku funkcjonowały dwie szkoły.
Po odzyskaniu przez Polskę w 1919 roku niepodległości, władze polskie nie uznały Kamieńczyka za miasto, przez co gmina stała się ponownie jednostką formalnie wiejską. Natomiast nie zdecydowano się połączyć z powrotem z Kamieńczykiem wsi na prawym brzegu Liwca, które pozostały w gminie Łochów w powiecie węgrowskim. Sprawiło to, że gmina Kamieńczyk stała się gminą ekstremalnie małą, obejmującą zaledwie sam Kamieńczyk oraz tylko fragment lasów po wschodniej stronie Liwca z niewielkim Szuminem Poduchownym (odłączonym od Szumina), jedynym drugim ośrodkiem osadniczym w gminie. W 1921 roku gmina liczyła zatem zaledwie 1205 mieszkańców i składała się z dwóch wsi – Kamieńczyka (1185 mieszkańców) i Szumina Poduchownego (20 mieszkańców). Przez cały okres międzywojenny gmina Kamieńczyk należała do reaktywowanego powiatu radzymińskiego w woj. warszawskim.
Dopiero 1 lipca 1925 zdecydowano się niewielką gminę Kamieńczyk powiększyć o:
- wsie Fidest Nowy, Fidest Stary, Kółko, Ostrówek[14], Latoszek, Puste Łąki, Skuszew, Świniotop i Selerynówka, folwarki Fidest Zamoyskiego, Ossowszczyzna, Rozalin, Świniotop i Zenówka, kolonie Halin, Przylęgórek[14], Suwiec i Selerynówka, osadę leśną Kokoszczyzna i osadę Kruszyna z gminy Zabrodzie w tymże powiecie;
- wieś Łazy, kolonie Łazy Średnickiego, Łazy Kręciszewskiego, Łazy Traumena, Łazy Buczyńskiego, Łazy-Kolonia oraz osadę Łazy z gminy Jadów w tymże powiecie.

Po włączeniu do gminy Kamieńczyk Łaz powstała eksklawa województwa warszawskiego (a za razem powiatu radzymińskiego) na obszarze województwa lubelskiego (powiatu węgrowskiego), oddzielona od reszty gminy Kamieńczyk pasmem gminy Łochów z wsią Koszelanka. Obszar ten przestał być eksklawą wojewódzką po włączeniu powiatu węgrowskiego do województwa warszawskiego 1 kwietnia 1939, lecz eksklawa powiatowa pozostała aż do 1952 roku, kiedy to gromadę Łazy włączono do powiatu węgrowskiego (do gminy Łochów).
20 października 1933 gminę Kamieńczyk podzielono na 5 gromad (podano skład gromad):
- Fidest – Fidest Stary (kol.), Fidest Nowy (w.), Fidest (leśnictwo), Fidest (gaj.), Gać (gaj.), Kokoszczyzna (gaj.), Podgać (gaj.) i Majdan (gaj.),
- Kamieńczyk – Kamieńczyk (os.) i Błonie (przedm.),
- Łazy – Łazy Nowe (w.), Łazy Stare (w.), Łazy Rokitniak, Łazy Kręciszewskiego, Łazy Francmana (kol.), Łazy Kaczeniec (w.), Łazy Buczyńskiego (kol.), Rzemieńszczyzna (gaj.) i Szumin Poduchowny (w.),
- Skuszew – Skuszew (w.) Kółko (kol.), Latoszek (w.), Suwiec (kol.), Giziewiczka (gaj.), Skuszew (gaj.) i Rogówka (gaj.),
- Świniotop – Świniotop (w.), Świniotop (f.), Selerynówka (w.), Rozalin (f.), Puste Łąki (w.), Loretto, Halin (f.) i Brzeźniaki (w.).

1 kwietnia 1939 gminę Kamieńczyk powiększono o gromadę Strachów (wieś Strachów oraz letnisko Nadliwie) oraz część gromady Kukawki (niezamieszkane Strachów-Kukawki) z gminy Zabrodzie w powiecie radzymińskim.
Podczas II wojny światowej gmina Kamieńczyk znalazła się w Landkreis Warschau (powiecie warszawskim), po zniesieniu powiatu radzymińskiego. Okupant zniósł również sąsiednią gminę Urle, włączając jej większą część do gminy Kamieńczyk (podano skład gromad według stanu z 1933 roku):
- Adampol – Adampol,
- Iły – Iły,
- Kaliska – Kaliska (w.), Gromek (f.) i Julin (f.),
- Pogorzelec – Pogorzelec Zagłusze, Pogorzelec (f.), Pogorzelec A, Malwinów i Podbrzezie.

W 1943 roku gmina Kamieńczyk składała się zatem z 10 gromad i liczyła 4931 mieszkańców: Adampol (181 mieszkańców), Fidest (126), Iły (145), Kaliska (312), Kamieńczyk (1080), Łazy (662), Pogorzelec (538), Skuszew (1348), Strachów (253) i Świniotop (286).
Po wojnie gmina zachowała przynależność administracyjną sprzed wojny (przywrócono powiat radzymiński w województwie warszawskim), nie odwrócono natomiast zmienionego przez okupanta składu wewnętrznego gminy, utrzymując gromady włączone z gminy Urle.
1 lipca 1952 dokonano jednak pewnych zmian, kiedy gminę Kamieńczyk zmniejszono o:
- gromadę Łazy, włączając ją do gminy Łochów w powiecie węgrowskim[16];
- gromadę Skuszew, włączając ją do miasta Wyszkowa w powiecie pułtuskim (wyłączono ją ponownie 5 października 1954[21]).

Tego samego dnia zmieniono też nazwę powiatu radzymińskiego na wołomiński. Tak więc 1 lipca 1952 roku gmina składała się już z 8 gromad: Adampol, Fidest, Iły, Kaliska, Kamieńczyk, Pogorzelec, Strachów i Świniotop.
Jednostkę zniesiono 29 września 1954 wraz z reformą wprowadzającą gromady w miejsce gmin. Jednostki nie przywrócono 1 stycznia 1973 roku po reaktywowaniu gmin, a jej historyczny obszar obejmuje odtąd cztery gminy (Wyszków, Łochów, Sadowne i Jadów), należących obecnie do trzech powiatów (wyszkowskiego, węgrowskiego i wołomińskiego).

## Zmiany terytorialne
| Miejscowość      | 1867           | 1882       | 1921       | 1925       | 1931       | 1939       | 1940       | 1953        | 1955              | 1962             | 1972             | 1973        |
| ---------------- | -------------- | ---------- | ---------- | ---------- | ---------- | ---------- | ---------- | ----------- | ----------------- | ---------------- | ---------------- | ----------- |
| Adampol          | Zabrodzie      | Zabrodzie  | Zabrodzie  | Zabrodzie  | Urle       | Urle       | Kamieńczyk | Kamieńczyk  | Urle (gr)         | Urle (gr)        | Urle (gr)        | Jadów       |
| Błonie           | Kamieńczyk (m) | Kamieńczyk | Kamieńczyk | Kamieńczyk | Kamieńczyk | Kamieńczyk | Kamieńczyk | Kamieńczyk  | Kamieńczyk (gr.)  | Kamieńczyk (gr.) | Kamieńczyk (gr.) | Wyszków     |
| Brzeźniaki       | Zabrodzie      | Zabrodzie  | Zabrodzie  | Kamieńczyk | Kamieńczyk | Kamieńczyk | Kamieńczyk | Kamieńczyk  | Kamieńczyk (gr.)  | Kamieńczyk (gr.) | Kamieńczyk (gr.) | Wyszków     |
| Brzuza           | Łojki          | Kamieńczyk | Łochów     | Łochów     | Łochów     | Łochów     | Łochów     | Łochów      | Jerzyska (gr)     | Łochów (gr)      | Łochów (gr)      | Łochów      |
| Burakowskie      | Łojki          | Kamieńczyk | Łochów     | Łochów     | Łochów     | Łochów     | Łochów     | Łochów      | Budziska (gr)     | Łochów (gr)      | Łochów (gr)      | Łochów      |
| Czaplowizna      | Łojki          | Kamieńczyk | Sadowne    | Sadowne    | Sadowne    | Sadowne    | Sadowne    | Sadowne     | Zarzetka (gr)     | Sadowne (gr)     | Sadowne (gr)     | Sadowne     |
| Czaplowizna-Gaj. | Łojki          | Kamieńczyk | Sadowne    | Sadowne    | Sadowne    | Sadowne    | Sadowne    | Sadowne     | Zarzetka (gr)     | Sadowne (gr)     | Sadowne (gr)     | Sadowne     |
| Fidest           | Zabrodzie      | Zabrodzie  | Zabrodzie  | Kamieńczyk | Kamieńczyk | Kamieńczyk | Kamieńczyk | Kamieńczyk  | Lucynów Mł. (gr.) | Kamieńczyk (gr.) | Kamieńczyk (gr.) | Wyszków     |
| Giziewiczka      | Zabrodzie      | Zabrodzie  | Zabrodzie  | Kamieńczyk | Kamieńczyk | Kamieńczyk | Kamieńczyk | Wyszków (m) | Rybienko L. (gr)  | Wyszków (gr)     | Wyszków (gr)     | Wyszków     |
| Gromek           | Jadów          | Jadów      | Jadów      | Jadów      | Urle       | Urle       | Kamieńczyk | Kamieńczyk  | Budziska (gr)     | Łochów (gr)      | Łochów (gr)      | Łochów      |
| Gwizdały         | Łojki          | Kamieńczyk | Łochów     | Łochów     | Łochów     | Łochów     | Łochów     | Łochów      | Gwizdały (gr)     | Gwizdały (gr)    | Kamieńczyk (gr.) | Łochów      |
| Halin            | Zabrodzie      | Zabrodzie  | Zabrodzie  | Kamieńczyk | Kamieńczyk | Kamieńczyk | Kamieńczyk | Kamieńczyk  | Kamieńczyk (gr.)  | Kamieńczyk (gr.) | Kamieńczyk (gr.) | Wyszków     |
| Iły              | Zabrodzie      | Zabrodzie  | Zabrodzie  | Zabrodzie  | Urle       | Urle       | Kamieńczyk | Kamieńczyk  | Urle (gr)         | Urle (gr)        | Urle (gr)        | Jadów       |
| Jerzyska         | Łojki          | Kamieńczyk | Łochów     | Łochów     | Łochów     | Łochów     | Łochów     | Łochów      | Jerzyska (gr)     | Łochów (gr)      | Łochów (gr)      | Łochów      |
| Julin            | Jadów          | Jadów      | Jadów      | Jadów      | Urle       | Urle       | Kamieńczyk | Kamieńczyk  | Budziska (gr)     | Łochów (gr)      | Łochów (gr)      | Łochów      |
| Kaczeniec        | Jadów          | Jadów      | Jadów      | Kamieńczyk | Kamieńczyk | Kamieńczyk | Kamieńczyk | Łochów      | Gwizdały (gr)     | Gwizdały (gr)    | Kamieńczyk (gr.) | Łochów      |
| Kaliska          | Jadów          | Jadów      | Jadów      | Jadów      | Urle       | Urle       | Kamieńczyk | Kamieńczyk  | Budziska (gr)     | Łochów (gr)      | Łochów (gr)      | Łochów      |
| Kamieńczyk       | Kamieńczyk (m) | Kamieńczyk | Kamieńczyk | Kamieńczyk | Kamieńczyk | Kamieńczyk | Kamieńczyk | Kamieńczyk  | Kamieńczyk (gr.)  | Kamieńczyk (gr.) | Kamieńczyk (gr.) | Wyszków     |
| Kokoszczyzna     | Zabrodzie      | Zabrodzie  | Zabrodzie  | Kamieńczyk | Kamieńczyk | Kamieńczyk | Kamieńczyk | Kamieńczyk  | Lucynów Mł. (gr.) | Kamieńczyk (gr.) | Kamieńczyk (gr.) | Wyszków     |
| Koszelanka       | Łojki          | Kamieńczyk | Łochów     | Łochów     | Łochów     | Łochów     | Łochów     | Łochów      | Gwizdały (gr)     | Gwizdały (gr)    | Kamieńczyk (gr.) | Łochów      |
| Kółko            | Zabrodzie      | Zabrodzie  | Zabrodzie  | Kamieńczyk | Kamieńczyk | Kamieńczyk | Kamieńczyk | Wyszków (m) | Kamieńczyk (gr.)  | Kamieńczyk (gr.) | Kamieńczyk (gr.) | Wyszków     |
| Latoszek         | Zabrodzie      | Zabrodzie  | Zabrodzie  | Kamieńczyk | Kamieńczyk | Kamieńczyk | Kamieńczyk | Wyszków (m) | Rybienko L. (gr)  | Wyszków (m)      | Wyszków (m)      | Wyszków (m) |
| Loretto          | Zabrodzie      | Zabrodzie  | Zabrodzie  | Kamieńczyk | Kamieńczyk | Kamieńczyk | Kamieńczyk | Kamieńczyk  | Kamieńczyk (gr.)  | Kamieńczyk (gr.) | Kamieńczyk (gr.) | Wyszków     |
| Łazy (Nowe)      | Jadów          | Jadów      | Jadów      | Kamieńczyk | Kamieńczyk | Kamieńczyk | Kamieńczyk | Łochów      | Gwizdały (gr)     | Gwizdały (gr)    | Kamieńczyk (gr.) | Łochów      |
| Łazy Stare       | Jadów          | Jadów      | Jadów      | Kamieńczyk | Kamieńczyk | Kamieńczyk | Kamieńczyk | Łochów      | Gwizdały (gr)     | Gwizdały (gr)    | Kamieńczyk (gr.) | Łochów      |
| Łojki            | Łojki          | Kamieńczyk | Łochów     | Łochów     | Łochów     | Łochów     | Łochów     | Łochów      | Jerzyska (gr)     | Łochów (gr)      | Łochów (gr)      | Łochów      |
| Łosiewice        | Łojki          | Kamieńczyk | Łochów     | Łochów     | Łochów     | Łochów     | Łochów     | Łochów      | Jerzyska (gr)     | Łochów (gr)      | Łochów (gr)      | Łochów      |
| Malwinów         | Jadów          | Jadów      | Jadów      | Jadów      | Urle       | Urle       | Kamieńczyk | Kamieńczyk  | Gwizdały (gr)     | Gwizdały (gr)    | Kamieńczyk (gr.) | Łochów      |
| Nadkole          | Łojki          | Kamieńczyk | Łochów     | Łochów     | Łochów     | Łochów     | Łochów     | Łochów      | Gwizdały (gr)     | Gwizdały (gr)    | Kamieńczyk (gr.) | Łochów      |
| Nadliwie         | Zabrodzie      | Zabrodzie  | Zabrodzie  | Zabrodzie  | Zabrodzie  | Kamieńczyk | Kamieńczyk | Kamieńczyk  | Urle (gr)         | Urle (gr)        | Urle (gr)        | Jadów       |
| Podgać           | Zabrodzie      | Zabrodzie  | Zabrodzie  | Kamieńczyk | Kamieńczyk | Kamieńczyk | Kamieńczyk | Kamieńczyk  | Lucynów Mł. (gr.) | Kamieńczyk (gr.) | Kamieńczyk (gr.) | Wyszków     |
| Pogorzelec       | Jadów          | Jadów      | Jadów      | Jadów      | Urle       | Urle       | Kamieńczyk | Kamieńczyk  | Gwizdały (gr)     | Gwizdały (gr)    | Kamieńczyk (gr.) | Łochów      |
| Puste Łąki       | Zabrodzie      | Zabrodzie  | Zabrodzie  | Kamieńczyk | Kamieńczyk | Kamieńczyk | Kamieńczyk | Kamieńczyk  | Kamieńczyk (gr.)  | Kamieńczyk (gr.) | Kamieńczyk (gr.) | Wyszków     |
| Rafa             | Łojki          | Kamieńczyk | Łochów     | Łochów     | Łochów     | Łochów     | Łochów     | Łochów      | Gwizdały (gr)     | Gwizdały (gr)    | Kamieńczyk (gr.) | Wyszków     |
| Rokitniak        | Jadów          | Jadów      | Jadów      | Kamieńczyk | Kamieńczyk | Kamieńczyk | Kamieńczyk | Łochów      | Gwizdały (gr)     | Gwizdały (gr)    | Kamieńczyk (gr.) | Łochów      |
| Rozalin          | Zabrodzie      | Zabrodzie  | Zabrodzie  | Kamieńczyk | Kamieńczyk | Kamieńczyk | Kamieńczyk | Kamieńczyk  | Kamieńczyk (gr.)  | Kamieńczyk (gr.) | Kamieńczyk (gr.) | Wyszków     |
| Rzemieńszczyzna  | Jadów          | Jadów      | Jadów      | Kamieńczyk | Kamieńczyk | Kamieńczyk | Kamieńczyk | Łochów      | Gwizdały (gr)     | Gwizdały (gr)    | Kamieńczyk (gr.) | Łochów      |
| Selerynówka      | Zabrodzie      | Zabrodzie  | Zabrodzie  | Kamieńczyk | Kamieńczyk | Kamieńczyk | Kamieńczyk | Kamieńczyk  | Kamieńczyk (gr.)  | Kamieńczyk (gr.) | Kamieńczyk (gr.) | Wyszków     |
| Skuszew          | Zabrodzie      | Zabrodzie  | Zabrodzie  | Kamieńczyk | Kamieńczyk | Kamieńczyk | Kamieńczyk | Wyszków (m) | Rybienko L. (gr)  | Wyszków (gr)     | Wyszków (gr)     | Wyszków     |
| Strachów         | Zabrodzie      | Zabrodzie  | Zabrodzie  | Zabrodzie  | Zabrodzie  | Kamieńczyk | Kamieńczyk | Kamieńczyk  | Urle (gr)         | Urle (gr)        | Urle (gr)        | Jadów       |
| Suwiec           | Zabrodzie      | Zabrodzie  | Zabrodzie  | Kamieńczyk | Kamieńczyk | Kamieńczyk | Kamieńczyk | Wyszków (m) | Kamieńczyk (gr.)  | Kamieńczyk (gr.) | Kamieńczyk (gr.) | Wyszków     |
| Szumin           | Łojki          | Kamieńczyk | Łochów     | Łochów     | Łochów     | Łochów     | Łochów     | Łochów      | Jerzyska (gr)     | Łochów (gr)      | Łochów (gr)      | Łochów      |
| Szumin Poduch.   | Łojki          | Kamieńczyk | Kamieńczyk | Kamieńczyk | Kamieńczyk | Kamieńczyk | Kamieńczyk | Łochów      | Gwizdały (gr)     | Gwizdały (gr)    | Kamieńczyk (gr.) | Łochów      |
| Szynkarzyzna     | Łojki          | Kamieńczyk | Łochów     | Sadowne    | Sadowne    | Sadowne    | Sadowne    | Sadowne     | Zarzetka (gr)     | Sadowne (gr)     | Sadowne (gr)     | Sadowne     |
| Świniotop        | Zabrodzie      | Zabrodzie  | Zabrodzie  | Kamieńczyk | Kamieńczyk | Kamieńczyk | Kamieńczyk | Kamieńczyk  | Kamieńczyk (gr.)  | Kamieńczyk (gr.) | Kamieńczyk (gr.) | Wyszków     |
| Wywłóka          | Łojki          | Kamieńczyk | Łochów     | Łochów     | Łochów     | Łochów     | Łochów     | Łochów      | Jerzyska (gr)     | Łochów (gr)      | Łochów (gr)      | Łochów      |
| Zagłusze         | Jadów          | Jadów      | Jadów      | Jadów      | Urle       | Urle       | Kamieńczyk | Kamieńczyk  | Gwizdały (gr)     | Łochów (gr)      | Łochów (gr)      | Łochów      |